# 景雲街遊樂場
景雲街遊樂場（英語：King Wan Street Playground）是一個位於香港九龍土瓜灣景雲街之游樂場，由康樂及文化事務署管理。

## 歷史
景雲街遊樂場原址為土瓜灣海岸。1962年至1970年期間，香港政府在土瓜灣沿海進行大型填海工程。1972年，填海工程完成後，香港政府在海心公園北面撥出地皮興建小學以及景雲街游樂場。
景雲街游樂場旁邊，設有景雲街海旁休憩處及海濱長廊，目前由九龍城民政事務處負責管理。

## 禁煙安排
此場地全面禁煙。

## 設施
- 籃球場
- 排球場
- 羽毛球場
- 花園
- 游樂場
- 涼亭
- 海濱長廊
- 海旁休憩處

## 鄰近
- 港圖灣
- 偉恆昌新邨
- 翔龍灣
- 九龍城碼頭
- 海心公園

## 特色園圃

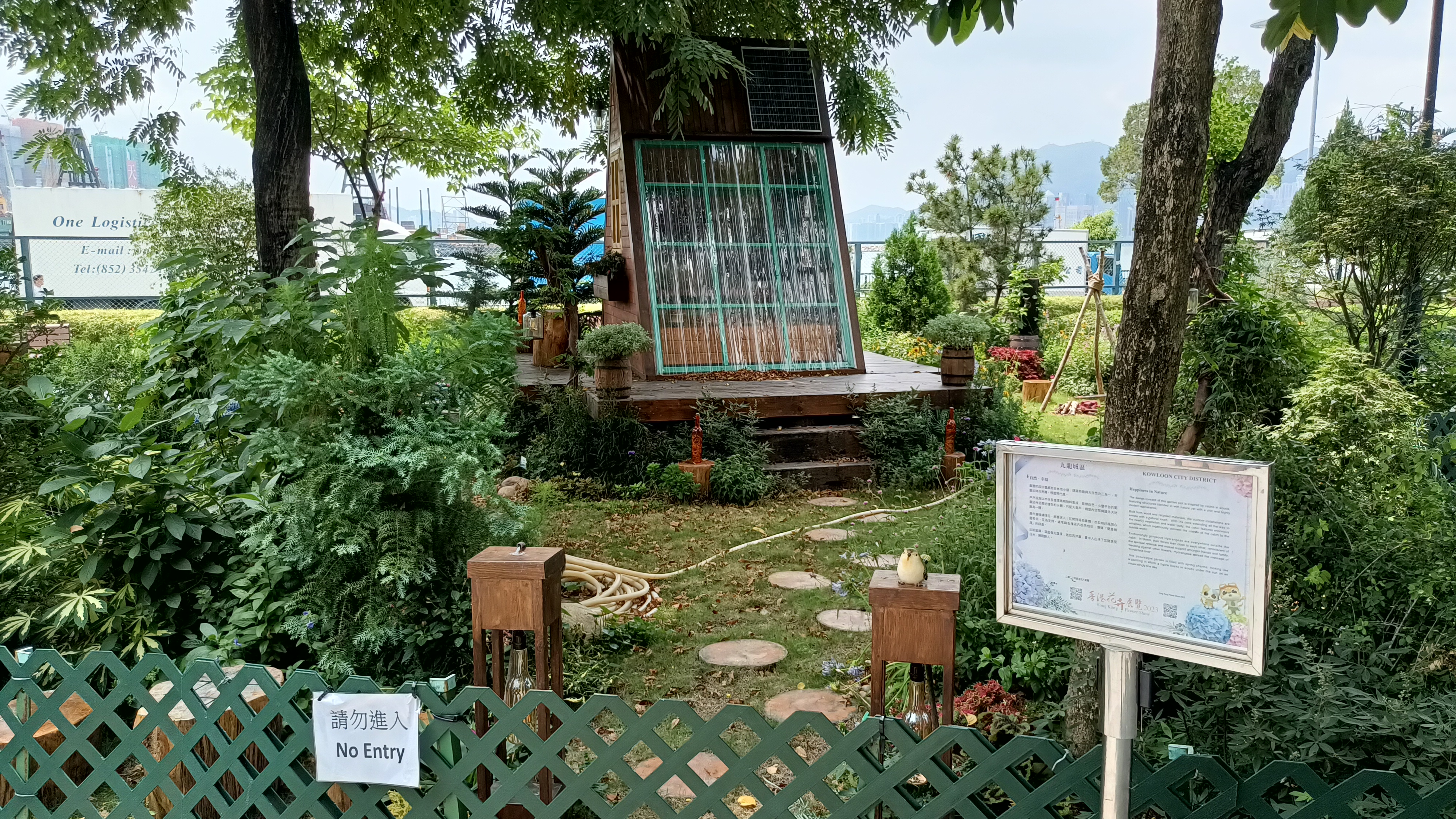
九龍城區特色園圃「自然‧幸福」(2023年)

康樂及文化事務署於2023年4月至5月期間，在全港18區指定場地設置特色花圃園圃，主要分為西式花圃和東式花圃。其中九龍城區設於景雲街遊樂場，主題為「自然‧幸福」。

## 相簿

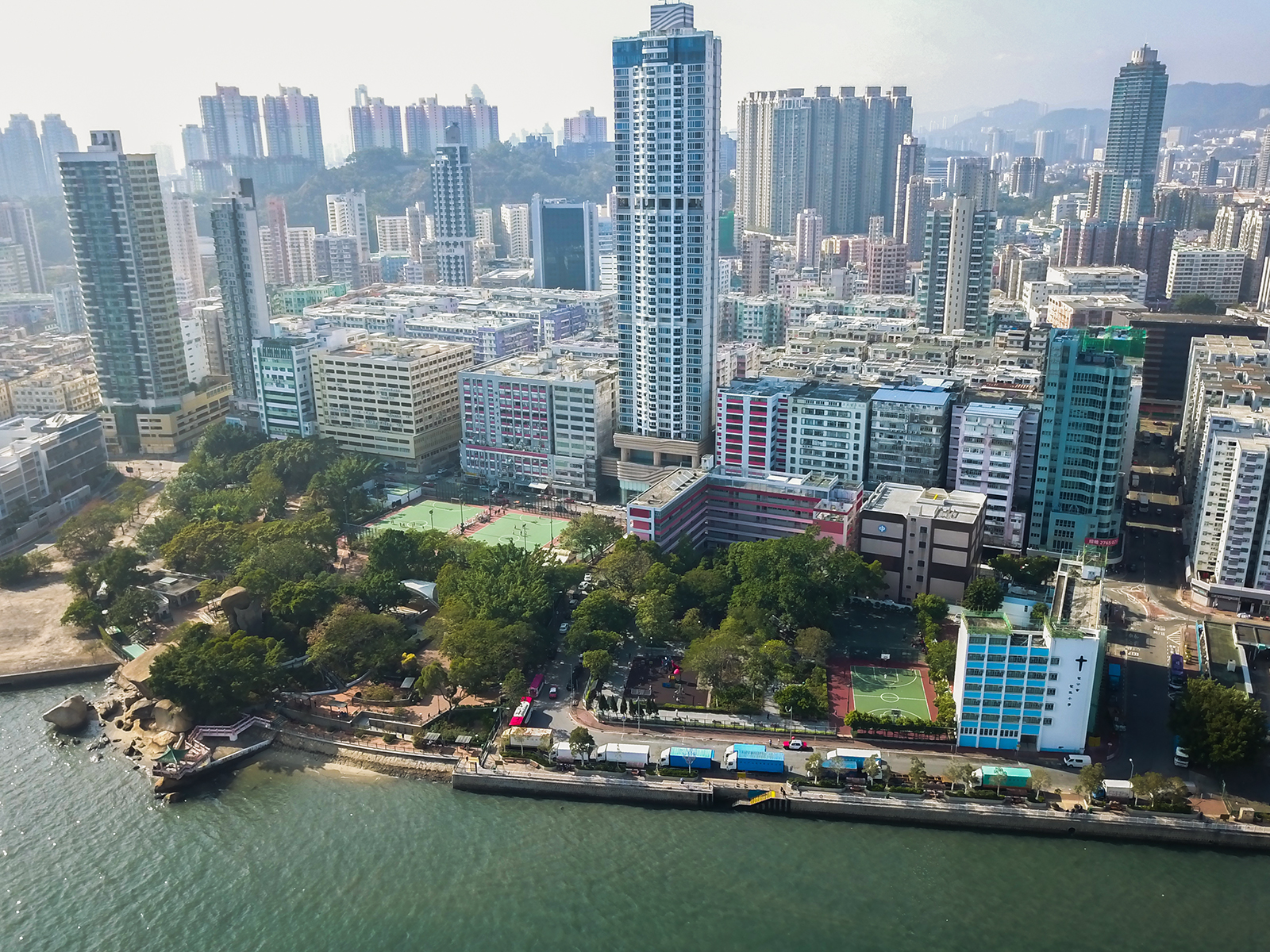
航拍景雲街遊樂場(2018)
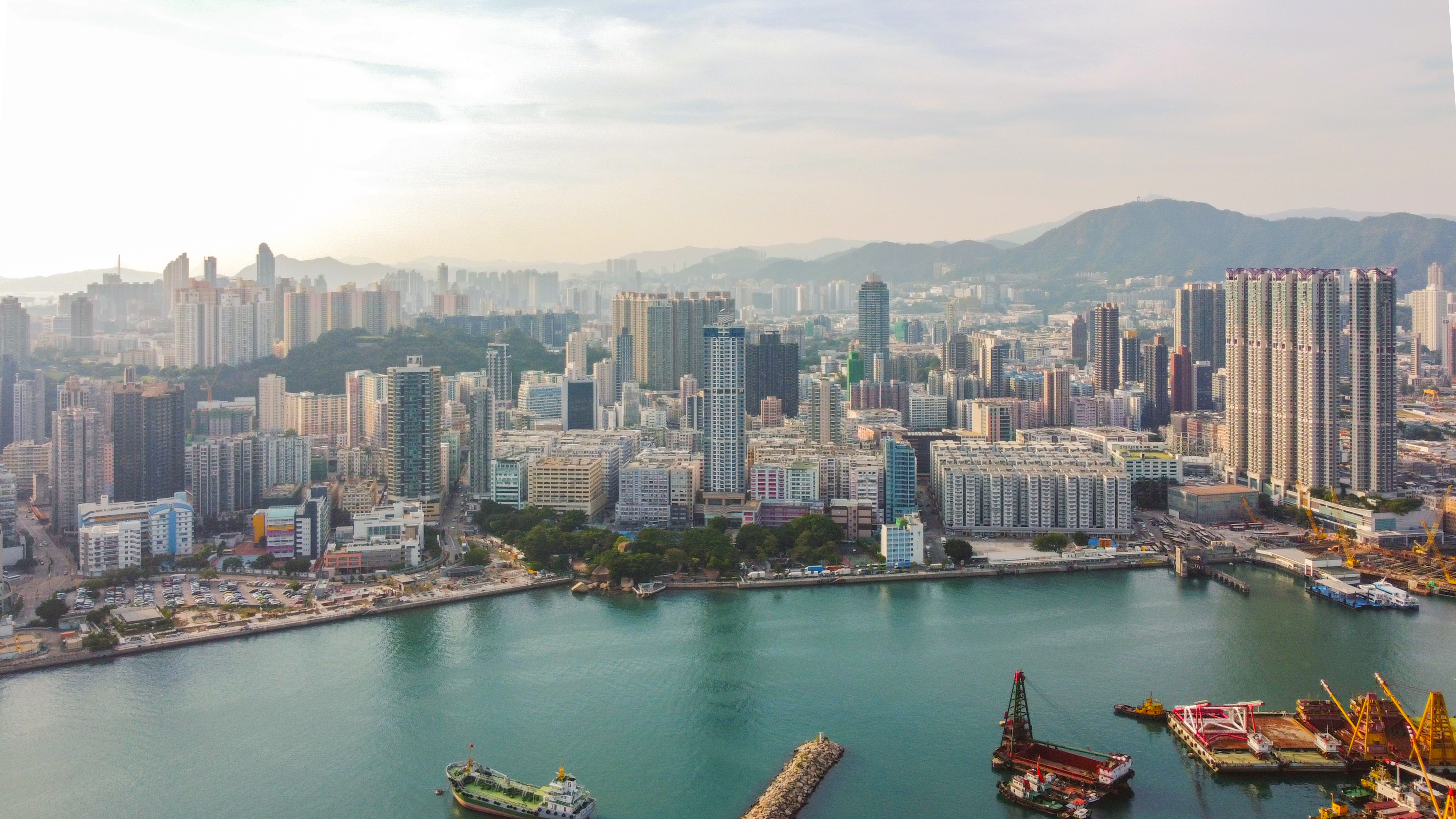
景雲街遊樂場位於海心公園北面(2022)
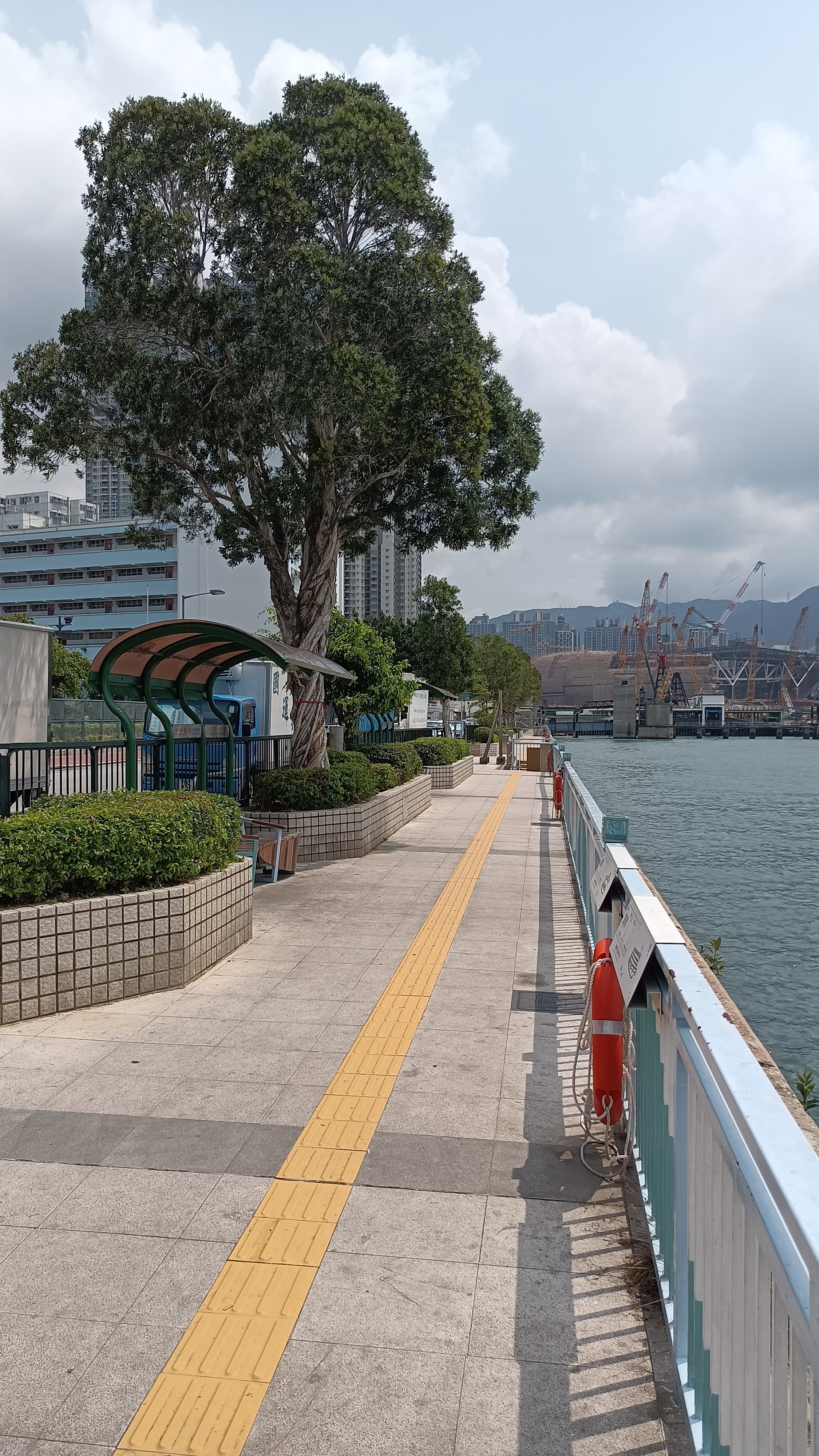
景雲街海濱長廊(2023)

## 外部連結
- 香港公園列表